# Aldo di Cillo Pagotto
Aldo di Cillo Pagotto SSS (ur. 16 września 1949 w São Paulo, zm. 14 kwietnia 2020 w Fortalezie) – brazylijski duchowny katolicki, arcybiskup Paraíby w latach 2004–2016.

## Życiorys
7 grudnia 1977 otrzymał święcenia kapłańskie. Był m.in. wykładowcą seminariów w Caratinga i Fortaleza, wikariuszem generalnym archidiecezji Olinda i Recife, a także zastępcą wiceprowincjała eucharystów w Brazylii.
10 września 1997 został mianowany biskupem koadiutorem diecezji Sobral. Sakry biskupiej udzielił mu 31 października 1997 arcybiskup metropolita Fortalezy – Cláudio Hummes. Rządy w diecezji objął 18 marca 1998.
5 maja 2004 papież Jan Paweł II mianował go ordynariuszem archidiecezji Paraíba.
6 lipca 2016 papież Franciszek przyjął jego rezygnację z urzędu.
14 kwietnia 2020 zmarł na COVID-19.